# Ново-Івановське (Кабардино-Балкарія)
Ново-Івановське (рос. Ново-Ивановское) — хутір у Майському районі Кабардино-Балкарії Російської Федерації.
Орган місцевого самоврядування — сільське поселення Ново-Івановське. Населення становить 2307 осіб.

## Історія
Згідно із законом від 27 лютого 2005 року органом місцевого самоврядування є сільське поселення Ново-Івановське.

## Населення
| 1926 | 1970  | 1989  | 2002  | 2010  |
| ---- | ----- | ----- | ----- | ----- |
| 1628 | ↗1798 | ↗2306 | ↗2455 | ↘2307 |